# Ізворово (Хасковська область)
І́зворово (болг. Изворово) — село в Хасковській області Болгарії. Входить до складу общини Харманли.

## Населення
За даними перепису населення 2011 року у селі проживали 267 осіб.
Національний склад населення села:
| Національність   | Кількість осіб | Відсоток |
| ---------------- | -------------- | -------- |
| болгари          | 208            | 78,2%    |
| цигани           | 51             | 19,2%    |
| турки            | 6              | 2,3%     |
| Всього відповіли | 266            |          |

Розподіл населення за віком у 2011 році:
Динаміка населення: